# Blondy bon Bianca
Blondy bon Bianca（ブロンディ・ボン・ビアンカ）は日本のテクノポップユニット。2007年ビクターエンタテインメントよりメジャーデビュー。

## メンバー
- アヤミー（ボーカル）
- モンモ（コーラス）
- ニジマス（コンポーザー）

## ディスコグラフィー

### ミニアルバム
1. エポック・スター☆（2007年5月23日）
  1. 愛の波動
  2. エポック・スター☆
  3. ヒロイン
  4. Rya-Kudatsu
  5. レインボウ
  6. Rebirth